# Мамбро, Франческа
Франческа Мамбро (итал. Francesca Mambro; род. 25 апреля 1959 года, Кьети) — итальянская ультраправая террористка свинцовых семидесятых, активистка неофашистской организации Революционные вооружённые ячейки (NAR). За террористические атаки и несколько политических убийств была осуждена на 9 пожизненных заключений 84 года и 8 месяцев лишения свободы. Признала все обвинения, кроме взрыва железнодорожного вокзала в Болонье 2 августа 1980 года. Освобождена досрочно. Соратница и жена Валерио Фиораванти.

## Семья, школа, партия
Родилась в городе Кьети в семье полицейского. Старшая из пяти детей. С детства отличалась жёстким упорным характером. Пользовалась авторитетом у братьев и в подростковом окружении. В восьмилетнем возрасте познакомилась с девятилетним Валерио Фиораванти. Детская дружба со временем переросла в романтическую связь и политическое единомыслие.
Училась в римской школе. Ещё несовершеннолетней примкнула к неофашистскому движению учащейся молодёжи. Состояла в организации «Молодой фронт», студенческой ассоциации FUAN, затем вступила в партию Итальянское социальное движение (MSI). Примыкала к радикальным неофашистам типа Паоло Синьорелли, сторонникам улично-силовых методов борьбы.
После Побоища на Акка Ларентия (убийство ультралевыми и полицейскими трёх молодых неофашистов 7 января 1978 года) Франческа Мамбро участвовала в ответных нападениях на коммунистов и столкновениях с полицией. Вместе с Валерио Фиораванти, Франко Ансельми и Алессандро Алибранди основала Революционные вооружённые ячейки (NAR). По некоторым данным, само название NAR предложила Франческа Мамбро. Активные молодые неофашисты порывали с «умеренной» MSI и объявляли войну не только коммунистам, но и государству (которое, по их мнению, находилось под коммунистическим влиянием).

## В революционно-фашистском терроре
С февраля 1978 года Франческа Мамбро принимала активное участие в терактах NAR — нападениях и обстрелах коммунистических собраний, ограблениях оружейных магазинов, закладывании взрывных устройств у помещений левофеминистских организаций. 30 марта 1980 года вместе с Валерио Фиораванти и Джильберто Каваллини атаковала армейскую казарму в Падуе и захватила оружие. 28 мая того же года участвовала в нападении на полицейский патруль, был убит патрульный Франческо Евангелиста. 23 июня 1980 Мамбро была одним из организаторов убийства заместителя прокурора Рима Марио Амато, расследовавшего неофашистские теракты.
2 августа 1980 года произошёл взрыв железнодорожного вокзала в Болонье, в результате которого погибли 85 человек. Правоохранительные органы Италии возложили ответственность на неофашистов и объявили в розыск группу ультраправых активистов, в том числе Фиораванти и Мамбро.
9 сентября 1980 года Франческа Мамбро участвовала в убийстве сицилийского неофашиста Франческо Манджиамелли, обвинённого в предательстве и растрате средств собранных на организацию побега террориста Пьерлуиджи Конкутелли.
5 февраля 1981 года при попытке очередного захвата оружия был ранен и вскоре арестован полицией Валерио Фиораванти. Руководство NAR по факту перешло к Мамбро. Ею была запланирована операция по освобождению Фиораванти. Одновременно была развёрнута чистка неофашистских ячеек от подозреваемых в сотрудничестве с полицией. По версии следствия, при участии Франчески Мамбро были выявлены как осведомители и убиты Джузеппе де Лука и Марко Пиццари. Впоследствии Мамбро заявляла, что Пиццари не участвовал в борьбе NAR и не представлял угрозы. Его смерть она объясняла «личными причинами». Однако первоначально политический характер устранение Пиццари как информатора полиции под сомнение не ставился (аналогично — устранение де Луки).
21 октября 1981 года группа боевиков NAR во главе с Франческой Мамбро устроила засаду на полицейского офицера Франческо Страуллу. Капитан Страулла, известный левыми взглядами, занимался арестами неофашистских активистов и подвергал их физическому воздействию на допросах. В результате засады Страулла был забит насмерть при участии Франчески Мамбро.
5 марта 1982 года Франческа Мамбро с соратниками предприняла попытку ограбления банка (деньги предназначались на освобождение Фиораванти). Попытка не удалась, возникла перестрелка с полицией. Мамбро получила тяжёлое ранение в пах и в бессознательном состоянии была арестована.

## Заключение и освобождение
На суде Франческа Мамбро признала свою ответственность за убийства Марио Амато, Франческо Страуллы, Франческо Манджиамелли, ещё нескольких полицейских и «отступников», а также случайного прохожего-студента, погибшего от её выстрела 5 марта 1982 года. Однако она — наряду с другими членами NAR — категорически отрицала причастность к взрыву в Болонье. Тем не менее суд признал её виновной по всем пунктам обвинения, включая болонский. В общей сложности она осуждена за 96 убийств (из них 85 — жертвы Болоньи), участие в террористической организации, незаконное хранение оружия, уличные избиения и грабежи.
На тюремном режиме Франческо Мамбро находилась 16 лет: 1982—1998. В 1985 году официально вышла замуж за Валерио Фиораванти. В 2001 году у них родилась дочь Ариана.
С 1998 года переведена на полусвободный режим содержания, с 2002 — под домашний арест. Осенью 2008 года получила условно-досрочное освобождение. Пятилетний испытательный срок истёк для Франчески Мамбро 16 сентября 2013 года.
Франческа Мамбро и Валерио Фиораванти работают в организации Nessuno tocchi Caino («Руки прочь от Каина») — Ассоциации против смертной казни и пыток. Организация основана в 1993 году раскаявшимися ультралевыми террористами и либералами. Nessuno tocchi Caino тесно связана с либертарианской Радикальной партией. Мамбро и Фиораванти эволюционировали во взглядах и категорически осуждают политическое насилие.
Освобождение Франчески Мамбро (как ранее Валерио Фиораванти) вызвало протесты Ассоциации семей жертв массового убийства в Болонье. Однако причастность NAR именно к этому теракту действительно вызывает серьёзные сомнения.
Образ Франчески Мамбро демонизируется с одной стороны и романтизируется с другой. Фигура Мамбро и её тандем с Фиораванти являются своеобразным символом неофашистской генерации рубежа 1970—1980-х: юношеский максимализм, презрение к иерархии и авторитетам, эмоциональная спонтанность вместо политического расчёта. Идеологически эта категория террористов соединяла фашистскую идеологию с анархизмом. В этом свете эволюция Мамбро и Фиораванти к либертарианству представляется закономерной.